# ۱۱۰۲ (قمری)
۱۱۰۲ (قمری)، هزار و صد و دومین سال در گاهشماری هجری قمری است. اول محرم این سال برابر با پنجم اکتبر سال ۱۶۹۰ میلادی است.

## رویدادها
تألیف کتاب تذکرۀ مرآةالخیال، نوشتۀ شیرعلی‌خانِ لودی.